# فهرست قسمت‌های آینه سیاه
 آینهٔ سیاه (به انگلیسی:Black Mirror)، یک مجموعهٔ آنتولوژی در ژانر علمی‌تخیلی است که توسط چارلی بروکر ساخته شده‌است. این سریال از فرنچایز چندرسانه‌ای منطقه گرگ و میش الهام گرفته و فناوری و پیامدهای احتمالی همراه آن را بررسی می‌کند. آینه سیاه محصول کشور انگلستان است و دو فصل نخست سریال توسط کانال ۴ بریتانیا ساخته و بر روی آنتن رفت؛ پس از آن در سپتامبر ۲۰۱۵، نت‌فلیکس حق ساخت سریال را خرید و سه فصل بعدی این سریال را تهیه و منتشر نمود. علاوه بر ۲۲ قسمت اصلی سریال یک فیلم با نام آینه سیاه: بندراسنچ نیز در این مجموعه به نمایش درآمد. بازیگران این سریال به ندرت در بیش از یک قسمت ظاهر شدند، اگرچه در بسیاری از قسمت‌ها ارجاعات کوچکی به صورت «ایستر اگ» در کانال‌های خبری درون‌جهانی یا متن‌های مختصر نیز انجام گرفته‌است. دو فصل اول هر کدام شامل ۳ قسمت بودند و در دسامبر ۲۰۱۱ و فوریه ۲۰۱۳ از شبکه ۴ پخش شدند. پس از عدم توافق بر سر ساخت فصل سوم سریال قسمت ویژه ای با عنوان «کریسمس سفید» سفارش داده شد و در دسامبر ۲۰۱۴ بر روی آنتن رفت. سال بعد، نتفلیکس دوازده قسمت دیگر را نیز برای ساخت سفارش و در دو فصل شش قسمتی در ۲۱ اکتبر ۲۰۱۶ و ۲۹ دسامبر ۲۰۱۷ منتشر کرد. فیلم تعاملی بندراسنچ به دلیل پیچیدگی از سری پنجم خارج و در ۲۸ دسامبر ۲۰۱۸ عرضه شد. در میانه‌های ماه مهٔ ۲۰۱۹، تیزری کوتاه از فصل پنجم سریال در دسترس قرار گرفت و سپس اعلام شد که فصل پنجم سریال همانند دو فصل اول، دارای سه قسمت خواهد بود و با اندکی تأخیر در ۵ ژوئن ۲۰۱۹ پخش گردید. در ماه مه ۲۰۲۰، بروکر اعلام کرد که به جای قسمت‌های دیگری از آینه سیاه روی پروژه‌های کمدی بیشتری کار خواهد کرد اما در نهایت تصمیم به ادامه پروژه گرفت.  در تاریخ مه ۲۰۲۲ ساخت فصل ششم این سریال توسط نتفلیکس تأیید شد. فصل ششم این سریال که شامل پنج قسمت بود در ۱۵ ژوئن ۲۰۲۳ منتشر شد. تولید فصل هفتم بلافاصله پس از انتشار فصل ششم تایید شد. فصل هفتم سریال در قالب شش قسمت در تاریخ ۱۰ آوریل ۲۰۲۵ منتشر شد.

قسمت‌های سریال معمولاً غیر مرتبط و دارای پایانی ناخوشایند هستند، همچنین داستان بسیاری از آنها در دنیایی آینده‌نگر دارای فناوری پیشرفته اتفاق می‌افتد. قسمت‌ها، ژانرهای مختلفی از جمله درام، وحشت روان‌شناختی، طنز سیاسی و کمدی رمانتیک را شامل می‌شوند. آینه سیاه با استقبال مثبت منتقدان مواجه شد و جوایز و نامزدهای متعددی، از جمله سه جایزه امی ساعات پربیننده فیلم تلویزیونی برجسته، را دریافت کرد.

## فصل‌ها و قسمت‌ها
| فصل         | قسمت‌ها      | قسمت‌ها      | تاریخ اصلی پخش | تاریخ اصلی پخش | تاریخ اصلی پخش |
| فصل         | قسمت‌ها      | قسمت‌ها      | اولین بار      | آخرین بار      | شبکه           |
| ----------- | ----------- | ----------- | -------------- | -------------- | -------------- |
| ۱           | ۳           | ۳           | ۴ دسامبر ۲۰۱۱  | ۱۸ دسامبر ۲۰۱۱ | کانال ۴        |
| ۲           | ۳           | ۳           | ۱۱ فوریه ۲۰۱۳  | ۲۵ فوریه ۲۰۱۳  | کانال ۴        |
| اپیزود ویژه | اپیزود ویژه | اپیزود ویژه | ۱۶ دسامبر ۲۰۱۴ | ۱۶ دسامبر ۲۰۱۴ | کانال ۴        |
| ۳           | ۶           | ۶           | ۲۱ اکتبر ۲۰۱۶  | TBA            | نت‌فلیکس        |
| ۴           | ۶           | ۶           | ۲۹ دسامبر ۲۰۱۷ | TBA            | نت‌فلیکس        |
| فیلم        | فیلم        | فیلم        | ۲۸ دسامبر ۲۰۱۸ | ۲۸ دسامبر ۲۰۱۸ | نت‌فلیکس        |
| ۵           | ۳           | ۳           | ۵ ژوئن ۲۰۱۹    | ۵ ژوئن ۲۰۱۹    | نت‌فلیکس        |
| ۶           | ۵           | ۵           | ۱۵ ژوئن ۲۰۲۳   | ۱۵ ژوئن ۲۰۲۳   | نت‌فلیکس        |
| ۷           | ۶           | ۶           | ۱۰ آوریل ۲۰۲۵  | ۱۰ آوریل ۲۰۲۵  | نت‌فلیکس        |

## فصل اول (۲۰۱۱)
| شم. کلی | شم. در مجموعه | عنوان                    | کارگردان   | نویسنده                | تاریخ انتشار اصلی | انگلستان تعداد بیننده (میلیون) |
| --- | ------------- | ------------------------ | ---------- | ---------------------- | ----------------- | ------------------------------ |
| ۱ | ۱             | «سرود ملی»               | اوتو بتست  | چارلی بروکر            | ۴ دسامبر ۲۰۱۱     | ۲٫۰۷                           |
| داستان اپیزود در زمان حال و در شهر لندن اتفاق می‌افتد. گروهی ناشناس شاهزاده سوزانا را می‌ربایند و بعد ویدئویی در یوتیوب منتشر می‌کنند که در جریان آن اعلام می‌شود اگر تا بعد از ظهر نخست‌وزیر انگلیس بر روی آنتن زنده تلویزیون با یک خوک رابطه جنسی نداشته باشد، شاهزاده سوزانا به قتل خواهد رسید. در حالی که جوی پر از وحشت و ترس بر لندن حاکم شده نخست‌وزیر سعی می‌کند با تیم‌های جاسوسی این افراد ناشناس را پیدا و قضیه را حل کند اما طولی نمی‌کشد که می‌فهمد چالش با تروریست‌های عجیب قصه سخت‌تر از آنی است که در ابتدا می‌پنداشته‌است. بازیگران: روری کینیار، لینزی دانکن، الکس مک‌کوئین و لیدیا ویلسن. |               |                          |            |                        |                   |                                |
| ۲ | ۲             | «شایستگی پانزده میلیونی» | یوروز لین  | چارلی بروکر و کونی هاک | ۱۱ دسامبر ۲۰۱۱    | ۱٫۵۲                           |
| داستان این قسمت در آینده‌ای نامعلوم و مکانی نامعلوم رخ می‌دهد. افراد به منظور تولید برق و تأمین نیازهای روزانه خود باید هرروز بر روی دوچرخه‌های ورزشی رکاب بزنند و امتیازاتی جمع کنند که به اصطلاح شایستگی نامیده می‌شود. هرچه شایستگی فرد بالاتر باشد، توانایی او برای انتخاب وسایل مورد نیازش بیش‌تراست. داستان از جایی آغاز می‌شود که یک دختر و یک پسر، به نام‌های بینگ و ابی با یکدیگر آشنا می‌شوند. بینگ، ابی را متقاعد می‌کند تا در برنامه استعدادیابی خوانندگی شرکت کنند تا بدین ترتیب بتواند از دنیای کسل کننده پیرامون خود فرار کند. بازیگران: دنیل کالویا و جسیکا براون فیندلی               |               |                          |            |                        |                   |                                |
| ۳ | ۳             | «همه تاریخچه تو»         | برایان ولش | جسی آرمسترانگ          | ۱۸ دسامبر ۲۰۱۱    | ۱٫۵۳                           |
| داستان همه تاریخچه تو در آینده‌ای نزدیک رخ می‌دهد. جایی که به کمک تکنولوژی، افراد قادر هستند تا به وسیله لنزهایی مخصوص هرچه که را می‌بینند، ضبط کرده و به وسیله کنترل کوچکی آن را بر روی نمایشگر با دیگران به اشتراک بگذارند. استفاده از این تکنولوژی به نوعی تبدیل به قانون شده‌است. برای مثال؛ فرد به جای نشان دادن مدارک شناسایی، خاطرات چندین ساعت خود را برای پلیس بازپخش می‌کند تا پلیس ببیند جرمی مرتکب شده‌است یا خیر. بازیگران: توبی کبل، جودی ویتاکر و تام کالن. |               |                          |            |                        |                   |                                |

## فصل دوم (۲۰۱۳)
| شم. کلی | شم. در مجموعه | عنوان          | کارگردان      | نویسنده     | تاریخ انتشار اصلی | انگلستان تعداد بیننده (میلیون) |
| --- | ------------- | -------------- | ------------- | ----------- | ----------------- | ------------------------------ |
| ۴ | ۱             | «بازخواهم گشت» | اوئن هریس     | چارلی بروکر | ۱۱ فوریه ۲۰۱۳     | ۲٫۰۱                           |
| بازخواهم گشت داستان زندگی دختری بنام مارتا را دنبال می‌کند که دوست‌پسر خود به نام اش را در یک سانحه تصادف از دست می‌دهد. از آنجا که تحمل این انزوا برای مارتا سخت است، او سعی می‌کند راهی برای بازگشت اش به زندگی خود پیدا کند تا اینکه از طریق دوستش با یک شرکت تکنولوژی آشنا می‌شود. شرکتی که ادعا می‌کند، می‌تواند به وسیله تکنولوژی باتوجه به سابقه فعالیت اش در اینترنت و به کمک هوش مصنوعی، نسخه بازسازی شده از اش را بسازد. ایده‌ای که در ابتدا بسیار مسخره جلوه می‌کند در ادامه زندگی مارتا را وارد مرحله جدید می‌کند. بازیگران: هایلی اتول و دامنل گلیسون.                 |               |                |               |             |                   |                                |
| ۵ | ۲             | «خرس سفید»     | کارل تیبیتس   | چارلی بروکر | ۱۸ فوریه ۲۰۱۳     | ۱٫۶۹                           |
| خرس سفید داستان زنی به نام ویکتوریا را دنبال می‌کند که در یک خانه به هوش می‌آید و متوجه می‌شود که بر اثر پخش سیگنال‌هایی عجیب از تلویزیون، مردم تبدیل به تماشاچی شده‌اند و با دوربین‌های موبایل خود از همه چیز فیلم می‌گیرند. ویکتوریا که قادر نیست همه چیز را به خوبی به یاد بیاورد، برای پیدا کردن بچه خود با دو نفر دیگر هم سفر می‌شود تا هم بچه خود را پیدا کند و هم اینکه بتواند جلوی این سیگنال مرموز که به خرس سفید مشهور شده را بگیرد. بازیگران: تاپنس میدلتون، مایکل اسمایلی و لنورا کریکلو.                                                                             |               |                |               |             |                   |                                |
| ۶ | ۳             | «لحظه والدو»   | برایان هیگینز | چارلی بروکر | ۲۵ فوریه ۲۰۱۳     | ۱٫۲۸                           |
| لحظه والدو، داستان شخصی به نام جیمی را دنبال می‌کند. یک کمدین شکست‌خورده که در زمان شلوغ تبلیغات انتخاباتی برای انتخاب نماینده مجلس، از طرف دوستش به یک برنامه دعوت می‌شود تا جای کاراکتر کارتونی به‌نام والدو صحبت کند. شوخی‌های گستاخانه و پر از توهین والدو با سیاستمداران باع شهرت و محبوبیت او در بین مردم می‌شود و صاحب کانال تلویزیونی را به این فکر می‌اندازد تا خود شخصیت والدو را به عنوان نماینده رسمی مردم وارد مجلس کند. این در حالی است که هنوز خود جیمی بر سر دوراهی و انتخابی سخت برای آینده قرار گرفته‌است. . بازیگران: توبیاس منزیس، جیسون فلمینگ و دنیل ریگبی. |               |                |               |             |                   |                                |

## فصل سوم (۲۰۱۶)
| شم. کلی | شم. در مجموعه | عنوان            | کارگردان     | نویسنده                                               | تاریخ پخش اصلی |
| --- | ------------- | ---------------- | ------------ | ----------------------------------------------------- | -------------- |
| ۸ | ۱             | «سقوط ناگهانی»   | جو رایت      | رشیدا جونز و مایکل شور بر اساس داستانی از چارلی بروکر | ۲۱ اکتبر ۲۰۱۶  |
| داستان این اپیزود در آینده‌ای نسبتاً نزدیک رقم می‌خورد، جایی که مردم می‌توانند با استفاده از موبایل خود از یک تا پنج ستاره به افراد مختلف، امتیاز بدهند. مجموع امتیاز هرکس بر وضعیت اجتماعی و اقتصادی او تأثیر دارد. برای مثال، فردی که میانگین امتیاز لازم را نداشته باشد، نمی‌تواند از امکاناتی همچون بستری در بیمارستان‌های مجهز استفاده کند. تمرکز داستان بر روی زن جوانی به‌نام لیسی است که میانگین نمره خوبی دارد و سعی دارد با رفتارهای معقول، این میانگین امتیاز را بالاتر نیز ببرد. در این بین، لیسی از طرف دوست دوران کودکی خود، نائومی به مراسم عروسی دعوت می‌شود. لیسی که از این اتفاق هیجان‌زده‌است که تصمیم به سفر می‌گیرد تا در مراسم عروسی دوستش شرکت کنند اما به مرور اتفاقاتی برایش رخ می‌دهد که همه چیز را از کنترل خارج می‌کند. بازیگران: برایس دالاس هاوارد، آلیس ایو، چری جونز و جیمز نورتون. |               |                  |              |                                                       |                |
| ۹ | ۲             | «آزمایش بازی»    | دن تراختنبرگ | چارلی بروکر                                           | ۲۱ اکتبر ۲۰۱۶  |
| یک گردشگر جوان آمریکایی به نام کوپر که در طی سفر خود، مدتی است در لندن گیر افتاده برای تأمین هزینه‌های سفر و بازگشت به آمریکا، به پیشنها دوست دختر خود می‌پذیرد تا در آزمایش یک کمپانی تولید بازی‌های کامپیوتری شرکت کنند. کوپر این پیشنهاد را قبول می‌کند اما چیزی که در طی این آزمایش تجربه می‌کند، پایه باورهایش را به‌طور کلی می‌لرزاند. بازیگران: وایت راسل، هانا جان کامن و وونمی موساکو. |               |                  |              |                                                       |                |
| ۱۰ | ۳             | «خفه شو و برقص»  | جیمز واتکینز | چارلی بروکر و ویلیام بریج                             | ۲۱ اکتبر ۲۰۱۶  |
| داستان این اپیزود دربارهٔ پسر جوانی به نام کنی است که هنگام کار با لب تاپش و چرخ زدن در سایت‌های هرزه نگاری توسط هکرهایی ناشناس که از طریق دوربین وب کمش از او فیلم می‌گرفتند، تهدید می‌شود. هکرها تهدید می‌کنند که فیلم گرفته شده از کنی را به تمامی مخاطبان او ارسال می‌کنند؛ مگر اینکه او یک سری از کارها را انجام بدهد. در ادامه، کنی با مردی به نام هکتور همراه می‌شود که در وضعیت مشابه قرار دارد و همین هم وضعیت را پیچیده‌تر از قبل می‌کند. بازیگران: الکس لاوتر و جروم فلین. |               |                  |              |                                                       |                |
| ۱۱ | ۴             | «سن‌یونیپرو»      | اوئن هریس    | چارلی بروکر                                           | ۲۱ اکتبر ۲۰۱۶  |
| داستان این قسمت در یک شهر ساحلی به نام سن‌یونیپرو رخ می‌دهد. تمرکز داستان بر روی دو زن جوان به نام‌های یورکی و کلی است که در یک بار همدیگر را ملاقات کرده و رابطه‌ای عاشقانه را باهم شروع می‌کنند. سن‌یونیپرو در اصل یک شهر خیالی است که توسط واقعیت مجازی ایجاد شده و به افراد اجازه می‌دهد تا در هنگام پیری و حتی بعد از مرگ، به وسیله ذهن خود توانایی زندگی در این شهر را داشته باشند. بازیگران: گوگو امبتا-را و مک‌کنزی دیویس. |               |                  |              |                                                       |                |
| ۱۲ | ۵             | «مردان علیه آتش» | جیکوب وربوگن | چارلی بروکر                                           | ۲۱ اکتبر ۲۰۱۶  |
| داستان این اپیزود در یک ویران‌شهر و جهانی پسارستاخیزی رقم می‌خورد. تمرکز داستان بر روی سرباز جوانی به نام استرایپ است که مدتی است با کابوس‌های شبانه عجیبی درگیر شده‌است. وظیفه جوخه‌ای که استرایپ در آن خدمت می‌کند، شناسایی و از بین بردن موجوداتی عجیب است که به «سوسک» معروف شده‌اند. در جریان یکی از ماموریت‌ها، اتفاقی برای استرایپ رخ می‌دهد که او را نسبت به همه چیز و خصوصاً ماهیت سوسک‌ها دچار شک می‌کند. بازیگران: آریان لابد، مدلین بروئر، ملکای کربی، سارا اسنوک و مایکل کلی. |               |                  |              |                                                       |                |
| ۱۳ | ۶             | «نفرت میان ملت»  | جیمز هوز     | چارلی بروکر                                           | ۲۱ اکتبر ۲۰۱۶  |
| داستان این اپیزود در آینده‌ای نزدیک رخ می‌دهد. وقوع قتل‌هایی عجیب باعث می‌شود تا یک کارآگاه زن جوان به نام پارک و همکار جدیدش که بلو نام دارد، از سوی آژانس جرایم ملی مأمور به رسیدگی پرونده شوند. اطلاعاتی که به‌دست می‌آورند آن‌ها را به سوی یک شرکت الکترونیکی سوق می‌دهد که به تازگی توانسته با خلق زنبورهای الکترونیکی مجهز به هوش مصنوعی قدرتمند، انقلابی در زمینه فناوری ایجاد کند. با وقوع قتل‌های بعدی و سرنخ‌های دیگر، کار به تروریسم مجازی می‌رسد و معلوم می‌شود پای یک نفرت جهانی برای انتقام گرفتن از اشخاص معروف در میان است. بازیگران: کلی مکدونالد، فی مارسی و بندیکت وانگ. |               |                  |              |                                                       |                |

## فصل چهارم (۲۰۱۷)
| شم. کلی | شم. در مجموعه | عنوان            | کارگردان     | نویسنده                   | تاریخ پخش اصلی |
| --- | ------------- | ---------------- | ------------ | ------------------------- | -------------- |
| ۱۴ | ۱             | «یواس‌اس کالیستر» | توبی هینز    | چارلی بروکر و ویلیام بریج | ۲۹ دسامبر ۲۰۱۷ |
| این اپیزود، ماجراهای شخصی به اسم رابرت دیلی را دنبال می‌کند. یک برنامه‌نویس که در یک شرکت تولید بازی‌های رایانه‌ای مشغول به کار است. علی‌رغم استعداد خوب رابرت، او هیچ‌وقت از سوی کسی گرفته نشده و حتی گاهی از طرف همکاران خود تحقیر نیز می‌شود. رابرت در خفا، بر اساس سریال محبوب خود یعنی سفر ستاره‌ای یک بازی برخط چندنفره گسترده ساخته و بر اساس دی‌ان‌ای همکاران خود در شرکت، شخصیت‌های بازی را خلق می‌کند. درون بازی، رابرت فرمانده سفینه‌ای تحت عنوان یواس‌اس کالیستر است و بقیه همکارانش همچون برده به او خدمت می‌کند. ماجرا از جایی آغاز می‌شود که رابرت تصمیم می‌گیرد تا همکار جدید خانم خود وارد بازی کند. بازیگران: جسی پلمونس، کریستین میلیوتی، جیمی سیمپسون و میکایلا کوئل. |               |                  |              |                           |                |
| ۱۵ | ۲             | «آرک‌انجل»        | جودی فاستر   | چارلی بروکر               | ۲۹ دسامبر ۲۰۱۷ |
| این اپیزود، داستان زنی به اسم ماری سمبرل را دنبال می‌کند. زنی که به دلایل نامعلوم به تنهایی وظیفه بزرگ کردن دختر خود به نام سارا را برعهده دارد. ماری، زنی بسیار حساس و افراطی است و سعی دارد تا سارا را از هرگونه اتفاقات منفی دور کند. بعد از آنکه سارا برای مدتی هنگام بازی در پارک ناپدید می‌شود، ماری به یک مرکز علمی رفته و با تکنولوژی به اسم آرک‌انجل آشنا می‌شود که در واقع یک تراشه است که در داخل سر فرد قرار می‌گیرد. به کمک آرک‌انجل، ماری می‌تواند همواره جای سارا را پیدا کرد و چیزهای که او می‌بیند را تماشا کند. همچنین بر اساس امکانی که این دستگاه دارد، ماری می‌تواند دیدن صحنه‌های ناخوشایند را برای سارا ممنوع کند. استفاده از این تکنولوژی گرچه ابتدا موجب آرامش ماری است، اما با بزرگ شدن سارا؛ مشکلات تازه خود را نشان می‌دهد. بازیگران: رزمری دویت، برنا هاردینگ و نیکلاس کمپبل. |               |                  |              |                           |                |
| ۱۶ | ۳             | «تمساح»          | جان هیلکات   | چارلی بروکر               | ۲۹ دسامبر ۲۰۱۷ |
| این اپیزود داستان زنی به نام میا نولان را دنبال می‌کند که بعد از یک مهمانی به همراه دوست‌پسر خود باب در حال بازگشت به خانه است. آن‌ها در میانه راه با یک دوچرخه‌سوار تصادف می‌کند. دوچرخه‌سوار می‌میرد و باب که می‌داند به علت مست بودن اجازه نشستن در پشت فرمان را ندارد، میا را راضی می‌کند که هم جنازه و دوچرخه را به داخل دریا پرت کنند. میا با اکراه قبول می‌کند. سپس داستان با پرشی پانزده ساله به جلو می‌رود. راب که اضطراب و عذاب وجدان در تمامی این سال‌ها او را رها نکرده به نزد میا رفته و می‌گوید قصد دارد خود را به پلیس معرفی کند. هم‌زمان، یک سری حوادث باعث می‌شود تا یک کارمند شرکت بیمه که برای تحقیق دربارهٔ یک حادثه استخدام شده، به سراغ میا برود که این مسئله میا را با خطر بزرگی مواجه می‌کند. بازیگران: آندره گوئر، کلر راشبروک و آندره‌آ ریسبرو.                                         |               |                  |              |                           |                |
| ۱۷ | ۴             | «هنگ د دی‌جی»     | تیم وان پاتن | چارلی بروکر               | ۲۹ دسامبر ۲۰۱۷ |
| داستان این اپیزود در آینده‌ای نامشخص و جامعهٔ انسانی حبس شده در داخل یک سرزمین که اطرافش را دیوارهای بلند پوشانده رخ می‌دهد. انسان‌ها به وسیله یک دستگاه و نرم‌افزار موجود در آن که «مربی» نامیده می‌شود، با یکدیگر آشنا شده و می‌توانند مدتی را با هم زندگی کنند. مدت زمان این رابطه را نرم‌افزار بر اساس خصوصیات دو طرف تعیین می‌کند. در این میان، نرم‌افزار دو زن و مرد جوان به نام ایمی و فرانک را به هم معرفی می‌کند. علی‌رغم اشتراکات بسیاری که این دو باهم دارند، مربی فقط دوازده ساعت به آن‌ها زمان می‌دهد و بعد از این زمان، ایمی و فرانک به ناچار از هم جدا می‌شوند. پس از آنکه هرکدام سر چندین قرار عاشقانه دیگر می‌روند، متوجه می‌شوند که عاشق هم هستند و تصمیم می‌گیرند تا علیه سیستم شورش کنند.. بازیگران: جسی کیو و جرج بلگدن.                                                                     |               |                  |              |                           |                |
| ۱۸ | ۵             | «کله آهنی»       | دیوید اسلید  | چارلی بروکر               | ۲۹ دسامبر ۲۰۱۷ |
| داستان این اپیزود در جهانی پسارستاخیزی رقم می‌خورد. سه بازمانده به نام‌های بلا، کلارک و آنتونی در حال فرار از یافتن سرپناه هستند. به زودی مشخص می‌شود که علت فرار آن‌ها، هجوم ربات‌هایی آهنی به شکل یک سگ بزرگ است که گونه از هوش مصنوعی بالایی برخوردار است و انسان‌ها را شکار می‌کند. بازیگران: ماکسین پیک. |               |                  |              |                           |                |
| ۱۹ | ۶             | «موزه سیاه»      | کلم مک‌کارتی  | چارلی بروکر               | ۲۹ دسامبر ۲۰۱۷ |
| داستان این اپیزود درباه دختر جوانی به نام رولو است که در میانه مسیر خود به موزه‌ای مرموز می‌رسد که در آن وسایل مربوط به تکنولوژی نگهداری می‌شود. این اپیزود از سه داستان بلند تشکیل شده که صاحب موزه برای رولو تعریف می‌کند و در انتها به یکدیگر مرتبط می‌شوند. بازیگران: داگلاس هاج، دانیل لاپاین و لتیشیا رایت. |               |                  |              |                           |                |

## فصل پنجم (۲۰۱۹)
| شم. کلی | شم. در مجموعه | عنوان                     | کارگردان   | نویسنده     | تاریخ پخش اصلی |
| --- | ------------- | ------------------------- | ---------- | ----------- | -------------- |
| ۲۰ | ۱             | «افعی‌ها ضربه می‌زنند»      | اوئن هریس  | چارلی بروکر | ۵ ژوئن ۲۰۱۹    |
| دنی مرد جوانی است که به همراه همسر و فرزند خود زندگی خوبی دارد. دنی در روز تولدش با دوست صمیمی سابق خود یعنی کارل مواجه می‌شود. کارل به عنوان هدیه یک بازی ویدئویی در سبک مبارزه‌ای به نام افعی‌ها ضربه می‌زنند به وی می‌دهد، بازی که برای اجرای آن؛ فرد باید از طریق نصب گیرنده بر روی سر خود به عنوان یکی از شخصیت‌های بازی وارد دنیای آن شود. گرچه ابتدا این فرصت صرفاً یک تفریح جلوه می‌کند اما به مرور باعث می‌شود دنی و کارل در دنیای بازی و با شخصیت‌هایی که انتخاب کرده‌اند وارد یک رابطه جنسی شوند. بازیگران: آنتونی مکی، یحیی عبدالمتین دوم، نیکول بهاری و پام کلمنتیئف.                                                                 |               |                           |            |             |                |
| ۲۱ | ۲             | «اسمیترین‌ها»              | جیمز هوز   | چارلی بروک  | ۵ ژوئن ۲۰۱۹    |
| کریس مرد جوانی است که به عنوان راننده تاکسی اینترنتی مشغول به کار است. او که گذشته‌ای دردناک و رازآلود دارد به علت نامعلومی یک شخص را می‌رباید و سپس از پلیس درخواست می‌کند تا بتواند با رئیس اصلی شرکت فناوری اسمیترین که بیلی باور نام دارد صحبت کند. بازیگران: اندرو اسکات، توفر گریس و دامسون ایدریس. |               |                           |            |             |                |
| ۲۲ | ۳             | «ریچل، جک و همین‌طور اشلی» | آن سویتسکی | چارلی بروکر | ۵ ژوئن ۲۰۱۹    |
| ریچل دختر جوانی است که چندین سال پیش مادر خود را از دست داده و به همراه پدرش کوین و خواهرش جک که رابطه خوبی با او ندارد در یک خانه زندگی می‌کند. ریچل به موسیقی علاقه دارد و شیفته یک ستاره موسیقی پاپ به نام اشلی است. در طی یک برنامه تلویزیونی، اشلی یک عروسک هوشمند معرفی می‌کند که نامش «همین‌طور اشلی» است و بر اساس ظاهر و صدای وی طراحی شده‌است. ریچل پدرش را متقاعد می‌کند تا برای تولد پانزده سالگی‌اش به عنوان کادو یکی از این عروسک‌های هوشمند را دریافت کند. او به آرزویش می‌رسد. رابطه بین ریچل با عروسک به مرور از رابطه دو دوست فراتر رفته و این سرآغاز مشکلاتی برای اوست. بازیگران: مایلی سایرس، انگوری رایس و مدیسون دونپورت. |               |                           |            |             |                |

## فصل ششم (۲۰۲۳)
| شم. کلی | شم. در مجموعه | عنوان              | کارگردان      | نویسنده     | تاریخ پخش اصلی |
| --- | ------------- | ------------------ | ------------- | ----------- | -------------- |
| ۲۳ | ۱             | «جوآن آدم بدی است» | اَلی پنکیو     | چارلی بروکر | ۱۵ ژوئن ۲۰۲۳   |
| جوآن، زنی جوانی است که به عنوان مدیر اجرایی در یک شرکت فناوری مشغول به کار است. زندگی زناشویی او دچار رخوت شده و چندان خوب پیش نمی‌رود. بعد از یک روز سخت کاری که در طی آن جوآن مجبور می‌شود یک کارمند را اخراج کند، دوست پسر قدیمی جوآن به او پیام داده و با اصرار زیاد، وی را برای شام دعوت می‌‌کند. جوآن سر قرار رفته اما پشیمان شده و به خانه بازمی‌گردد. در اواخر شب و هنگامی که جوآن و نامزدش قصد تماشای یک سریال از طریق یک پلتفرم اینترنتی را دارند، با مجموعه تلویزیونی جدیدی به نام «جوانا آدم بدی است» مواجه می‌‌‌شوند که «سلما هایک» نفش اصلی آن را بازی کرده است. سریالی که همه چیز آن، از عنوانش گرفته تا گریم شخصیت اصلی و وقایعش دقیقا مو به مو از زندگی خود جوآن ساخته شده است. این شروع کابوسی است که جوآن پایانی برای آن متصور نیست. بازیگران:انی مورفی, سلما هایک, مایکل سرا, هیمیچ پتل |               |                    |               |             |                |
| ۲۴ | ۲             | «دریاچه هنری»      | سم میلر       | چارلی بروکر | ۱۵ ژوئن ۲۰۲۳   |
| دیویس، مستندساز جوانی است که به همراه دوست دخترش پیا برای ملاقات با مادرش به محل زادگاهش سفر می‌‌‌‌کند. روستایی سرسبز اما منزوی که سال‌‌‌ها قبل محلی برای جذب گردشگران بوده اما بعد از وقوع قتل‌هایی وحشیانه توسط فردی به نام «ایان آدایر» و حاشیه‌های مربوط به آن خیلی وقت است که از رونق افتاده است. پیا به دیویس اصرار می‌کند تا بر اساس این قتل‌ها یک مستند جذاب را کارگردانی کند. دیویس ابتدا زیربار نمی‌رود زیرا پدر خودش که پلیس بوده در همین جریان زخمی شده و کشته می‌شود. سرانجام دیویس می‌‌‌پذیرد که این کار را انجام دهد اما ساخت مستند درباره‌‌‌ی این قتل‌های مرموز او را با جنبه‌‌‌ای نامعلوم و ترسناک از ماجرا آشنا می‌کند که حتی پیش‌‌‌‌بینی آن را هم نمی‌کرده است. بازیگران:دانیل پورتمن, جان هانا, مونیکا دولان |               |                    |               |             |                |
| ۲۵ | ۳             | «آن سوی دریا»      | جان کرولی     | چارلی بروکر | ۱۵ ژوئن ۲۰۲۳   |
| کلیف و دیوید دو فضانورد هستند که در یک برنامه‌‌‌ی طولانی شش ساله در سفینه‌ای در فضا مشغول تحقیق و فعالیت هستند. برای آنکه غیبت طولانی مدت کلیف و دیوید باعث رنجش خود و خانواده‌هایشان نشود، پیش از اعزام به فضا از آن‌‌‌ها یک «بدل» تهیه می‌شود. ربات‌‌هایی که از نظر ظاهری دقیقا مثل کلیف و دیوید هستند و آن‌‌‌ها می‌توانند هنگامی که در سفینه مشغول استراحت هستند، از طریق دستگاهی ضمیر ناخودآگاه خود را به آن ربات‌ها انتقال داده و با خانواده‌‌‌ی خود وقت بگذرانند. همه چیز خوب پیش می‌‌رود تا اینکه یک روز اعضای یک فرقه (که از نظر ظاهر و خصوصیات یادآور خانواده منسون هستند) به خانه‌‌ی دیوید حمله کرده و زن، بچه و بدل او را به فجیع‌‌‌ترین شکل ممکن به قتل می‌‌‌‌رسانند. کلیف که می‌‌‌بیند وضعیت دیوید بسیار رو به وخامت است به او پیشنهاد می‌دهد تا از بدل وی استفاده کرده و مدتی را در زمین سپری کند تا از نظر روحی بهبود یابدو این جایگزینی بدل‌‌ها مشکلاتی را به وجود می‌آورد که بین دو دوست فاصله می‌اندازد. بازیگران:آرون پال, جاش هارتنت, کیت مارا |               |                    |               |             |                |
| ۲۶ | ۴             | «میزی دی»          | اوتا بریزویتز | چارلی بروکر | ۱۵ ژوئن ۲۰۲۳   |
| «بو» یک «پاپاراتزی» است که با تعقیب افراد مشهور و عکس گرفتن از لحظات خصوصی آن‌‌ها و سپس فروختنشان کسب درآمد می‌‌‌کند. آخرین سوژه‌‌‌ی بو یک بازیگر تلویزیونی است که عکس‌های منتشر شده از او باعث می‌شود خبر خیانت به همسرش به رسانه‌‌ها درج پیدا کند. این خبر نیز برای بو صرفا سوژه‌‌ای داغ است که برای او آورده‌‌‌ی مالی داشته اما هنگامی که خبر خودکشی آن بازیگر مرد منتشر می‌شود، وضعیت به طور کامل به هم می‌ریزد. بازیگران:زاسی بیتس, دنی رامیرز, کلارا روگارد |               |                    |               |             |                |
| ۲۷ | ۵             | «اهریمن ۷۹»        | توبی هینز     | چارلی بروکر | ۱۵ ژوئن ۲۰۲۳   |
| سال ۱۹۷۹، نیدا زن جوانی است که به عنوان کارمند در یک فروشگاه بزرگ کار کرده و از سوی دیگر افراد از جمله رئیس خود مورد تحقیر و نژادپرستی قرار می‌‌‌‌گیرد. این وضعیت باعث بروز وسواس‌های فکری شدید و درگیری‌های ذهنی برای او می‌شود. در طی رخدادهایی، نیدا طلسمی را پیدا کرده و شیطانی به نام «گاپ» را آزاد می‌‌‌کند. «گاپ» دستورالعمل‌هایی مشخص برای نیدا بیان می‌‌‌کند؛ از جمله به قتل رساندن افراد در جهت جلوگیری از یک آخرالزمان هسته‌‌‌‌ای. به مرور وضعیت آنقدر از کنترل خارج می‌‌شود که نیدا مرز بین واقعیت و خیال را از دست می‌دهد. بازیگران:آنجانا واسان، کاترین روز مورلی |               |                    |               |             |                |

## فصل هفتم (۲۰۲۵)
| شم. کلی | شم. در مجموعه | عنوان                            | کارگردان             | نویسنده                                                   | تاریخ انتشار اصلی |
| --- | ------------- | -------------------------------- | -------------------- | --------------------------------------------------------- | ----------------- |
| ۲۸ | ۱             | «افراد اشتراکی»                  | الی پنکیو            | چارلی بروکر بر اساس داستانی از بیشا کی. علی و چارلی بروکر | ۱۰ آوریل ۲۰۲۵     |
| داستان این قسمت دربارهٔ زن و شوهر میانسالی به نام‌های مایک و آماندا است که در آرزوی بچه‌دار شدن هستند اما این رؤیای شیرین، خیلی زود با ابتلای آماندا به یک بیماری مغزی مرموز رنگ می‌بازد. مایک که با وضعیت اقتصادی سختی درگیر است، مجبور می‌شود پیشنهاد عجیب یک شرکت فناوری را برای زنده ماندن آماندا قبول کند. فناوری که با قرار دادن دستگاهی در سر آماندا به او زندگی دوباره می‌بخشد اما این دستگاه به عنوان سیستم اشتراکی توسط کاربران زیادی به صورت شبکه استفاده می‌شود، باعث بروز مشکلات زیادی برای زوج قصه می‌شود. بازیگران: رشیدا جونز, کریس اودوود, تریسی الیس راس |               |                                  |                      |                                                           |                   |
| ۲۹ | ۲             | «دشمن قسم‌خورده»                  | توبی هینز            | چارلی بروکر                                               | ۱۰ آوریل ۲۰۲۵     |
| داستان این قسمت دربارهٔ زن جوانی به نام ماریا است که به عنوان سرپرست تحقیق و توسعه در یک شرکت شکلات‌سازی فعالیت می‌کند. هم‌زمانی وقوع مجموعه‌ای از رخدادهای عجیب با استخدام شخصی به نام وریتی گرین در شرکت که از دوستان دوران مدرسه ماریا بوده و خاطره خوشی از او ندارد، ماریا را به این نتیجه می‌رساند که وریتی با قصدی از پیش تعیین شده و برای از بین بردن حیثیت او به شرکت آمده اما اثبات چنین ادعای پیچیده‌ای ماریا را تا مرز جنون پیش می‌برد. بازیگران: سیانا کلی، رزی مک‌ایون، مایکل ورک‌آی و هانا گریفیث |               |                                  |                      |                                                           |                   |
| ۳۰ | ۳             | «هتل روری»                       | هالو ونگ             | چارلی بروکر                                               | ۱۰ آوریل ۲۰۲۵     |
| داستان این قسمت دربارهٔ بازیگر زنی به نام برندی فرایدی است که از نقش‌های کلیشه‌ای که مدام به او پیشنهاد می‌شود خسته شده و به دنبال تجربه‌ای جدید است. هم‌زمان، رئیس یک استودیوی فیلم‌سازی قدیمی که فاصله چندانی با ورشکستگی ندارد برای عبور از بحران تصمیم می‌گیرد به پیشنهاد یک شرکت فناوری مبنی بر بازسازی فیلم کلاسیک به نام «هتل رِوِری» که از آثار قدیمی آن استودیو است پاسخ مثبت دهد. تصمیم بر آن می‌شود که این فیلم به وسیله هوش مصنوعی و فناوری‌های استودیوی مجازی و با بازیگری جدید بازسازی شود. برندی مشتاقانه می‌پذیرد که در فیلم حضور پیدا کند اما تجربه‌ای که او سپری می‌کند چیزی به مراتب فراتر از بازی در یک فیلم سینمایی است و مسیر زندگی او را تغییر می‌دهد بازیگران: ایسا رای، اما کورین، هریت والتر و آکوافینا |               |                                  |                      |                                                           |                   |
| ۳۱ | ۴             | «بازیچه»                         | دیوید اسلید          | چارلی بروکر                                               | ۱۰ آوریل ۲۰۲۵     |
| داستان این قسمت در سال ۲۰۳۴ رخ می‌دهد. فردی با ظاهر عجیب به نام کامرون واکر به دلیل دزدی از یک فروشگاه دستگیر می‌شود. پلیس بعد از بررسی سابقه واکر متوجه می‌شود که او مظنون اصلی قتل فردی است که هویت او شناسایی نشده است. روند بازجویی شده و واکر خاطرات پراکنده خود را از دوران جوانی که به عنوان منتقد در پی‌سی زون کار می‌کرده تا تبدیل شدنش به یک بازی‌ساز منزوی را برای پلیس تعریف می‌کند. خاطراتی که در ابتدا بی‌ربط به مسئله قتل به نظر می‌رسند، به مرور پرده از رازی بسیار بزرگتر برمی‌دارند. بازیگران: پیتر کاپالدی، ویل پولتر، لوئیس گیبون و میشل آستین |               |                                  |                      |                                                           |                   |
| ۳۲ | ۵             | «یادواره»                        | کریس برت و لوک تیلور | چارلی بروکر و الا رود                                     | ۱۰ آوریل ۲۰۲۵     |
| داستان یادواره دربارهٔ مرد پا به سن گذاشته و منزوی به نام فیلیپ است که به تنهایی در خانه خود زندگی می‌کند. یک شرکت با نام «یادواره» با فیلیپ تماس گرفته و به او خبر می‌دهد که کارول که عشق قدیمی و دوران جوانی فیلیپ بوده از دنیا رفته و حالا این شرکت از طرف خانواده کارول مأموریت دارد تا خاطرات خوب کارول را از طریق کسانی که او را می‌شناختند جمع‌آوری کرده و در مراسم یادبود او پخش کنند. پیشنهادی که در ابتدا خیلی عجیب به نظر می‌رسد، فیلیپ را به سفری سخت به گذشته می‌برد. جایی که او مجبور است تمام اوج و فرود رابطه عاطفی که با کارول داشته را مرور کند و این کار باعث می‌شود تصویر دقیق‌تری از رابطه‌ای که با او داشته به دست بیاورد. بازیگران: پل جیاماتی و پاتسی فران                                          |               |                                  |                      |                                                           |                   |
| ۳۳ | ۶             | «یواس‌اس کالیستر: به سوی بی‌نهایت» | توبی هینز            | چارلی بروکر، بیشا کی. علی، ویلیام بریجز و بکا بولینگ      | ۱۰ آوریل ۲۰۲۵     |
| داستان این قسمت، مدت زمانی کوتاهی پس از وقایع اپیزود یواس‌اس کالیستر از فصل چهارم رخ می‌دهد. با مرگ رابرت دیلی، کلون‌هایی که او از همکارانش ساخته همچنان در فضای ابری سرورهای بازی اسیر هستند و با حمله به بازیکنان دیگر و گرفتن امتیازات آن‌ها سعی در زنده ماندن دارند. هم‌زمان، یک خبرنگار باهوش به دنبال پی بردن به رازهای رابرت و علت مرگ او است و این مسئله باعث نگرانی جیمز والتون شده است. در این میان، ننت که بین دو راهی بر سر رهایی خود از ماجرای کشته شدن رابرت و کمک به کلون خود در بازی گیر کرده است، مجبور به انتخابی سخت می‌شود که پیامدی باورنکردنی برای او دارد. بازیگران: کریستین میلیوتی، جیمی سیمپسون، بیلی مگنوسن و جسی پلمونس                                                                     |               |                                  |                      |                                                           |                   |

## اپیزود ویژه (۲۰۱۴)
| شم. کلی | عنوان         | کارگردان    | نویسنده     | تاریخ انتشار اصلی | انگلستان تعداد بیننده (میلیون) |
| --- | ------------- | ----------- | ----------- | ----------------- | ------------------------------ |
| ۷ | «کریسمس سفید» | کارل تیبیتس | چارلی بروکر | ۱۶ دسامبر ۲۰۱۴    | ۱٫۶۶                           |
| داستان این اپیزود در آینده‌ای نامعلوم رخ می‌دهد. در ایام کریسمس، دو مرد به نام‌های مت و جو در یک کلبه چوبی که در منطقه‌ای دورافتاده قرار دارد، وقت خود را می‌گذرانند. هوای بد و برفی بیرون باعث شده تا هردو داخل کلبه بمانند. مت و جو باهم شروع به صحبت کرده و هرکدام داستان زندگی خود را تعریف می‌کنند. این اپیزود از سه داستان تشکیل شده که در انتها همه آن‌ها به هم وصل می‌شوند. بازیگران: جان هم، ریف اسپال، اونا چاپلین، راسموس هاردیکر و ناتالیا تنا. |               |             |             |                   |                                |

## فیلم (۲۰۱۸)
| عنوان | کارگردان    | نویسنده     | تاریخ پخش اصلی |
| --- | ----------- | ----------- | -------------- |
| آینه سیاه: بندراسنچ | دیوید اسلید | چارلی بروکر | ۲۸ دسامبر ۲۰۱۸ |
| داستان فیلم در سال ۱۹۸۴ رخ می‌دهد و داستان برنامه‌نویس جوانی به اسم استفان را دنبال می‌کند که قصد دارد بر اساس رمان ماجراجویی خود را انتخاب کنید یک بازی کامپیوتری بسازد که در آن هر شخص بتواند با توجه به دلخواه خود مسیر بازی را پیش ببرد. استفان در این راه به یک کمپانی تولید بازی‌های کامپیوتری می‌رسد و با فردی به اسم کالین ریتمن آشنا می‌شود. بازیگران: فیون وایتهد، ویل پولتر و کریگ پارکینسون، الیس لو. |             |             |                |

## آمار انتشار خانگی
| فصل | فصل      | قسمت | تاریخ انتشار   | پخش کننده | منطقه   | منبع   |
| --- | -------- | ---- | -------------- | --------- | ------- | ------ |
|     | 1        | ۳    | ۲۷ فوریه ۲۰۱۲  | 4DVD      | منطقه ۲ | [ ۴۵ ] |
|     | 2        | ۳    | ۶ می ۲۰۱۳      | 4DVD      | منطقه ۲ | [ ۴۶ ] |
|     | ویژه     | ۱    | ۹ فوریه ۲۰۱۵   | 4DVD      | منطقه ۲ | [ ۴۷ ] |
|     | 1+2+ویژه | ۷    | ۹ فوریه ۲۰۱۵   | 4DVD      | منطقه ۲ | [ ۴۸ ] |
|     | 3        | ۶    | ۲۷ نوامبر ۲۰۱۷ | بازلر     | منطقه B | [ ۴۹ ] |
|     | 4        | ۶    | ۳۱ دسامبر ۲۰۱۸ | بازلر     | منطقه B | [ ۵۰ ] |

## بازدید
آمار داده شده تعداد بینندگان را طی هفت روز پس از پخش آن در کانال ۴ نشان می‌دهد. ارقام رتبه‌بندی برای قسمت‌هایی که در نتفلیکس منتشر شده‌اند، در دسترس نیست زیرا این پلت‌فرم رسانه چنین داده‌هایی را برای اکثر محتوای خود منتشر نمی‌کند.
| Series | Series  | شمارهٔ قسمت | شمارهٔ قسمت | شمارهٔ قسمت | میانگین |
| Series | Series  | ۱          | ۲          | ۳          | میانگین |
| ------ | ------- | ---------- | ---------- | ---------- | ------- |
|        | 1       | ۲٫۰۷       | ۱٫۵۲       | ن/م        | ۱٫۴۹    |
|        | 2       | ۲٫۰۱       | ۱٫۶۹       | ۱٫۲۸       | ۱٫۶۶    |
|        | Special | ۱٫۶۶       | ن/م        | ن/م        | ۱٫۶۶    |